# Hőlégbevezető
A hőlégbevezető egy olyan készülék, ami a szellőztetett légtérbe bejuttatott eltérő állapotú (hőelvonás miatt hidegebb, vagy hő hozzávezetés miatt melegebb kültéri) levegőt irányítja.
Ha ugyanis kint nagyobb a nyomás mint bent, akkor a szellőztetett térbe közvetlenül lép be a kültéri levegő, míg ha bent nagyobb a nyomás akkor a belső levegő lép ki a külső térbe, de ami kimegy, annak valahol be is kell jutni, szomszéd szobából, más szellőzőn keresztül, ami előbb-utóbb megint csak a kültérrel áll kapcsolatba, vagy a helyiségeket a kültéri levegő járja át.
Mesterséges szellőztetés hiányában a kültér és beltér közötti nyomáskülönbséget alapvetően a kül- és beltéri függőleges hőmérséklet megoszlással összefüggésben kialakuló statikus huzat, illetve az atmoszférában lévő szél alakítja, amelyekkel meteorológia állapottól függően a helyiség és a kültér között áramlás alakulhat ki.
Légbevezetőket adott előírt légmennyiségre mesterséges szellőzéssel, és központi ventilátorral építenek be. 

## Típusok

### Hygro szabályozású
- A belső relatív páratartalomtól függően nyitják zsaluikat
- Alkalmasak gázkészülékek, kályhák, kandallók légellátásához
- Automatikusan és folyamatosan szabályozzák a légcserét
- Megelőzik a páralecsapódást és penészesedést

### Normál típusú szellőző
- Alkalmasak gázkészülékek, kályhák, kandallók légellátásához
- Megelőzik a páralecsapódást és penészesedést